# المدرسة الشرقية (الكويت)
المدرسة الشرقية (بنين)، مدرسة أنشئت في عام 1946 م، وكان موقعها على شارع الخليج العربي. وقد أنشئت بعد ”المدرسة الشرقية للبنات“، القريبة من مقبرة الهلال، والتي خصصت للبنات بعد إنشاء مدرسة جديدة لاستيعاب الأعداد المتزايدة من الطلبة.

## بنائها واقسامها
تنقسم المدرسة الشرقية للبنين إلى قسمين: أولهما على شكل مربع يقع في الجزء الأمامي للمبنى، ويتألف من فصول دراسية تحيط بالفناء الرئيسي من الجهات الأربع على دورين، وتتميز معظم الغرف، التي يصل عددها إلى 56 غرفة، واللواوين (الممرات) في هذا القسم بأسقف من خشب الجندل المستورد وأعواد قصب (البامبو) المعروفة بالباسجيل، أما الحوائط فهي من الطابوق الإسمنتي الذي يميز مباني تلك الحقبة، وهناك مسرح أضيف لاحقا إلى بناء المدرسة تبلغ مساحته 500 مترا مربعا، أما القسم الثاني فيتألف من سبعة غرف كانت تستخدم كمختبرات لمادة العلوم والتربية الموسيقية ومخازن وصالة ألعاب بمساحة 315 متر مربع، وتقع المدرسة حالياً تحت مظلة المجلس الوطني للثقافة والفنون والآداب لاستغلاله كمقر لمتحف تاريخ التعليم.

## أشهر خريجيها
من أشهر تلاميذ المدرسة الشرقية ممن تولوا مناصب عُليا ومنهم:
- الشيخ جابر الأحمد الصباح - (أمير دولة الكويت الثالث عشر).
- الشيخ صباح الأحمد الجابر الصباح - (أمير دولة الكويت الخامس عشر).
- الشيخ جابر عبد الله الجابر الصباح - (وزير سابق).
- الشيخ سالم صباح السالم الصباح - (وزير سابق).
- أحمد عبد الله الأحمد الصباح - رئيس مجلس الوزراء الكويت.
- الشيخ أحمد الحمود الجابر الصباح - (وزير سابق).
- سالم جاسم المضف - (وزير سابق).
- عبد العزيز محمود بوشهري - (وزير سابق).
- يوسف محمد النصف - (وزير سابق).
- الدكتور علي عبد الله الشملان - (وزير سابق).
- خالد مسعود الفهيد - (وزير سابق).
- خالد أحمد المضف - (وزير سابق).
- عبد العزيز محمد الغانم - (رجل أعمال).
- مشاري هلال المطيري - (وزير سابق).
- ناصر عبد الله الروضان - (وزير سابق).
- والدكتور سليمان البدر - (وزير سابق).